# Ludwig Schläfli
Ludwig Schläfli   (Grasswil, 15 de gener de 1814 - Berna, 20 de març de 1895) va ser un geòmetra i analista complex suís, una de les figures clau en el desenvolupament de la noció d'espais de més de tres dimensions. És considerat, juntament amb Arthur Cayley i Bernhard Riemann, un dels arquitectes fonamentals de la geometria multidimensional.

## Biografia
Schläfli va passar la major part de la seva vida a Suïssa. Va néixer a Graßwyl, poble natal de la seva mare, i se'n van anar a viure a la propera Burgdorf, on el seu pare era botiguer. Aquest desitjava que Ludwig seguís els seus passos, però el jove mancava de talent pels assumptes pràctics: no semblava comprendre que cal vendre a un preu superior al preu de compra, si hom vol viure del comerç.
Sense talent comercial per amb moltes habilitats matemàtiques, quan havia rebut una beca, el pare va acceptar que estudiï al gymnasium de Berna el 1829. Per a aquest temps, es dedicava al càlcul diferencial Mathematische Anfangsgründe der Analysis des Unendlichen d'Abraham Gotthelf Kästner (1761). Eln 1831 va continuar els estudis a l'Acadèmia de Berna. El 1834 l'Acadèmia comença estudis de teologia a la Universitat de Berna.
Després de graduar-se el 1836 va obtenir un lloc com mestre d'escola secundària a Thun. Hi va romandre fins al 1847; en el seu temps lliure estudiava matemàtiques i botànica mentre anava a la universitat a Berna una vegada a la setmana.
El 1843 la seva vida va canviar radicalment. Schläfli havia planejat visitar Berlín i trobar-se amb la comunitat matemàtica d'aquesta ciutat, especialment amb Jakob Steiner, un conegut matemàtic suís. Però Steiner va ser a Berna i allà es van trobar. Steiner no només va quedar impressionat pels coneixements matemàtics de Schläfli, sinó també pel seu domini de l'italià i el francès.
Steiner va proposar a Schläfli assistir els seus col·legues de Berlín Jacobi, Dirichlet, Borchardt i el mateix Steiner com a intèrpret en un viatge a Itàlia. Els hi va acompanyar, i el viatge li va sortir molt beneficiós. Hi van romandre més de sis mesos, temps durant el qual Schläfli va traduir a l'italià algunes obres matemàtiques dels altres.
Schläfli va mantenir correspondència amb Steiner fins a 1856. Es va presentar per a una càtedra a la universitat de Berna el 1847 i hi va ser incorporat el 1848. Hi va romandre fins a jubilar-se el 1891. Hi va emprar el seu temps lliure per a estudiar sànscrit i traduir el llibre sagrat hindú Rigveda a l'alemany. Va morir a Berna el 20 de març de 1895.
La seva obra més notable és el tractat Theorie der vielfachen Kontinuität, escrit a la dècada de 1850, però que no es va publicar fins el 1901, després de la seva mort, el el qual introdueix el concepte de polítop, tot i que ell el denomina poli-esquema.

## Reconeixement
- 1863. Doctor honoris causa de la Universitat de Berna[8]
- 1870. Premi Steiner de l'Acadèmia Prussiana de les Ciències[9]